# 甲基尿嘧啶
甲基尿嘧啶（mU）是尿嘧啶的氢被甲基取代的产物，分子式C5H6N2O2，可以指：
- 1-甲基尿嘧啶，CAS号：615-77-0
- 3-甲基尿嘧啶，CAS号：608-34-4
- 胸腺嘧啶（5-甲基尿嘧啶），CAS号：65-71-4
- 6-甲基尿嘧啶，CAS号：626-48-2